# Colombicallia curta
Colombicallia curta là một loài bọ cánh cứng trong họ Cerambycidae.